# Krobungan
Krobungan is een bestuurslaag in het regentschap Probolinggo van de provincie Oost-Java, Indonesië. Krobungan telt 3158 inwoners (volkstelling 2010).